# رون ويلسون (مقدم تلفزيوني)
رون ويلسون (بالإنجليزية: Ron Wilson)‏ هو مقدم تلفزيوني أسترالي، ولد في 25 أكتوبر 1952 في Enniskillen ‏ في المملكة المتحدة.